# Cabov
Cabov es un municipio del distrito de Vranov nad Topľou en la región de Prešov, Eslovaquia, con una población estimada a final del año 2024 de 350 habitantes.
Se encuentra ubicado en el centro-sur de la región, cerca del río Topľa (cuenca hidrográfica del río Tisza) y de la frontera con la región de Košice.

## Demografía
| Año        | 1994 | 2004    | 2014    | 2024     |
| ---------- | ---- | ------- | ------- | -------- |
| Población  | 414  | 422     | 398     | 350      |
| Diferencia |      | +1,93 % | −5,68 % | −12,06 % |

| Año        | 2023 | 2024    |
| ---------- | ---- | ------- |
| Población  | 354  | 350     |
| Diferencia |      | −1,12 % |